# Licodia grandis
Licodia grandis är en insektsart som beskrevs av Rehn, J.A.G. 1930. Licodia grandis ingår i släktet Licodia och familjen Anostostomatidae. Inga underarter finns listade i Catalogue of Life.